# Ulrich Eckenperger
Ulrich Eckenperger (?–1448) je nejznámější doložený předek rodu Eggenbergů žijící ve štýrském Radkersburgu. Jednalo se o kupce, který měl ve svém erbu tři havrany držící korunu, pozdější jádro eggenberského erbu. Tento erb získal od Matyáše Korvína. Měl 16 dětí, které daly vzniknout dvěma rodovým liniím.